# Peter Levenda
Peter Levenda est un auteur connu principalement pour ses écrits sur l'histoire de l'occultisme. 
Levenda est surtout connu pour son livre Unholy Alliance (L'Alliance Impie) (sur l'occultisme et le mysticisme nazi), et comme l'auteur potentiel de « Necronomicon Simon ». 

## Biographie

### «NecronomiconSimon »
Voir « Necronomicon Simon »

## Écrits
- L'Alliance infernale, Une histoire de l'implication nazie dans l'occulte (Unholy Alliance : A History of Nazi Involvement With the Occult), édition Camion Noir, 1994  (ISBN 978-2-910196-77-6)
- Sinister Forces - The Nine : A Grimoire of American Political Witchcraft, 2005
- Sinister Forces - A Warm Gun : A Grimoire of American Political Witchcraft, 2005
- Allianza Malefica / Unholy Alliance : The Nazis and the Power of the Occult, 2006
- Sinister Forces - The Manson Secret : A Grimoire of American Political Witchcraft, 2006
- Gates of the Necronomicon, 2006
- The Mao of Business : Guerrilla Trade Techniques for the New China, 2007
- Stairway to Heaven : Chinese Alchemists, Jewish Kabbalists, and the Art of Spiritual Transformation, 2008.
- The Secret Temple: Masons, Mysteries and the Founding of America (2009)
- Tantric Temples: Eros and Magic in Java (2011)
- Ratline: Soviet Spies, Nazi Priests, and the Disappearance of Adolf Hitler (2012)
- The Angel And The Sorcerer (2012)
- The Dark Lord: H. P. Lovecraft, Kenneth Grant, and the Typhonian Tradition in Magic (2013)
- (en) The Hitler Legacy : The Nazi Cult in Diaspora, How it was Organized, How it was Funded, and Why it remains a Threat to Global Security in the Age of Terrorism, Lake Worth, FL, Ibis Press, 2014, 320 p. (ISBN 978-0-89254-210-9, OCLC 892304752, présentation en ligne)
- The Tantric Alchemist: Thomas Vaughan and the Indian Tantric Tradition (2015)